# Syzygium griffithii
Syzygium griffithii är en myrtenväxtart som först beskrevs av John Firminger Duthie, och fick sitt nu gällande namn av Elmer Drew Merrill och Lily May Perry. Syzygium griffithii ingår i släktet Syzygium och familjen myrtenväxter. Inga underarter finns listade i Catalogue of Life.